# هنري غانيت
هنري غانيت (بالإنجليزية: Henry Gannett)‏ هو جغرافي أمريكي، ولد في 24 أغسطس 1846 في باث في الولايات المتحدة، وتوفي في 5 نوفمبر 1914.